# Clube Bretão (Revolução Francesa)

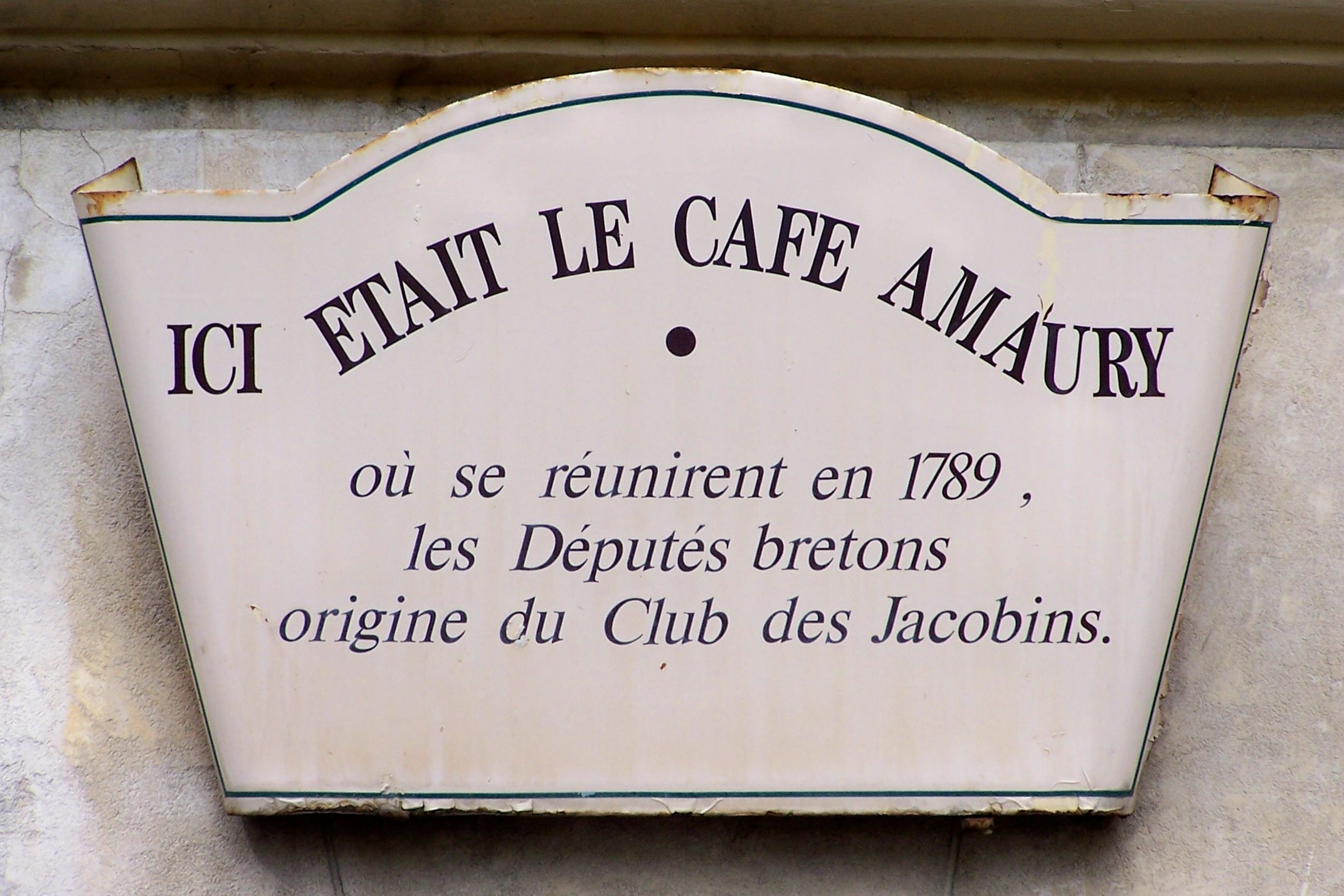
Placa de informação sobre a fachada do antigo Café Amaury, em Versailles

O "Clube Bretão" designa um grupo de deputados da Bretanha, França, nos Estados Gerais e depois na Assembleia Nacional Constituinte Francesa, que tinham o hábito de reunirem-se no Café Amaury, na Avenida Saint-Cloud, nº 36, em Versailles, para « debater antes os assuntos que deveriam ser tratados nos Estados Gerais » concernentes à Bretanha ou não. Tem sua origem bem antes da reunião dos Estados Gerais de 1789, no movimento da Fronda parlamentar que foi particularmente radical no Parlamento da Bretanha.
Sua influência tornou-se muito maior do que seu porte e jogadas estritamente bretãs faziam supor, já que tornou-se o embrião da "Sociedade dos Amigos da Constituição", depois conhecida como "Clube dos Jacobinos", fundamental nos eventos que englobam a Revolução Francesa.

## Origens do Clube
O hábito de se estudar e se decidir no Clube Bretão o que seria votado em seguida na Assembleia, valeu aos deputados da Bretanha o apelido de « granadeiros dos Estados Gerais ». Essas reuniões paralelas, servindo de preâmbulo para as resoluções tomadas na Assembleia durante os Estados Gerais, criou entre esses deputados e seus suplentes o costume de « se dirigirem ao local onde se realizarão os Estados dez dias antes de sua abertura e de se fazerem reuniões preliminares com os deputados de outras cidades para a redação dos memorandos necessários, úteis à defesa dos verdadeiros interesses do Terceiro Estado. » Os 150 delegados das paróquias e corporações bretãs tinham igualmente o direito de se juntar a estas deliberações preparatórias, onde as questões eram resolvidas na pluralidade das vozes, e de advogar suas causas junto aos deputados.
A situação eleitoral bretã, em 1789, diferia da do resto da França já que, como consequência da ausência de acordo entre os representantes das diferentes ordens, apenas o Terceiro Estado e o baixo clero bretões estavam representados nos Estados Gerais. Na convocação dos Estados Gerais, a nobreza bretã havia enviado seus delegados à Versailles para obter que a eleição do Terceiro estado se fizesse segundo as regras eleitorais da antiga Constituição da Bretanha. Elas estipulavam que os deputados do Terceiro Estado bretão seriam nomeados no seio dos estados provinciais por 47 representantes das 42 cidades da província, com a exclusão dos burgos e do campo, e não acordavam nenhuma representação ao baixo clero. O Terceiro Estado bretão, tendo enviado sua própria representação, reclama voto por jurisdição de um oficial do rei e obtém ganho de causa para si própria, com a inclusão de 44 deputados próprios, além de um acordo de representação para o baixo clero. A nobreza e o alto clero bretões protestam recusando-se a eleger, em 16 de Abril de 1789, em Saint-Brieuc, seus deputados, alegando que a Constituição bretã havia sido violada. O baixo clero ocupou então todas as vagas reservadas ao clero enquanto que o Terceiro Estado se assegurou que nenhum nobre fosse acolhido em suas fileiras solicitando, por exemplo, que Le Chapelier renuncia-se a seu título de nobreza recentemente adquirido.
A Bretanha havia conservado o costume de reunir seus Estados a cada dois anos e muitos dos deputados bretões nos Estados Gerais haviam sido membros dos Estados da Bretanha reunidos em Rennes de Dezembro de 1788 a Janeiro de 1789. Estes assim serviram como uma espécie de ensaio geral para os deputados bretões, na medida em que as questões que ali haviam sido debatidas seriam as mesmas nos Estados Gerais. Habituados a com bater a nobreza e os privilégios em sua casa, alguns desses deputados, como Le Chapelier, Glezen ou Lanjuinais trabalharão ativamente e na mesma direção uma vez em Versailles. Esta é a razão pela qual a Bretanha é a província em que os cadernos de solicitações contém os pedidos de reforma mais elaborados : separação de poderes, voto por cabeça, direito de cunhar moeda e votar impostos, igualdade diante da lei e dos impostos, abolição do direito feudal, das juridições especiais, dos intendentes, criação de uma constituição, limitação do poder do rei, gratuidade da justiça, criação de escolas no campo, acesso à universidade por concurso, submissão do clero aos impostos, liberdade de imprensa.

O Juramento da Péla.

Os deputados de Quimper, Saint-Brieuc, Rennes e Ploërmel haviam recebido por incumbência de apresentar uns com os outros seus cadernos de solicitações e de « estudar em conjunto » os meios para assegurar o bem-estar da França em geral e da Bretanha em particular. A delegação de Quimper tinha inclusive a instrução formal de pedir a seus colegas bretões de se juntarem a ela. Após o "Juramento do Jogo da Péla", os curas bretões, que funcionavam no mesmo sistema dos deputados bretões do Terceiro Estado, ao ponto de serem nomeados « a falange macedônia », juntaram-se a eles no Clube. Lanjuinais e Le Chapelier seriam depois rapidamente seguidos no Clube Bretão por um bom número de colegas franco-maçons de outros distritos : os irmãos Lameth, Barnave, o abade Grégoire, o abade Sieyès, Mirabeau, Pétion, Bailly, o duque d’Aiguillon, Adrien Duport. Robespierre também assistia em silêncio às reuniões. Algumas pessoas que não eram nem ao menos deputados começaram a filiar-se ao Clube Bretão. Condorcet chega a afirmar que o Clube Bretão formigava até na Bretanha : « Desde que Le Chapelier estabeleceu o Clube Bretão, todas as cidadezinhas na Bretanha estabeleceram outras semelhantes e enviaram à Paris deputados para filiarem-se. » Os deputados bretões foram os primeiros, e a princípio os únicos, a incitar a reunião das três ordens em uma Assembleia Nacional, com a justificativa que os do Terceiro Estado eram os únicos representantes da nação, o efetivamente veio a acontecer em 17 de Junho de 1789. Na véspera do dia 20 de Junho de 1789, quando foi decidido que os deputados não se separariam até ter dado uma Constituição à França, o número de associados deste clube chegou a duzentos.

## Vida e ação do Clube

Tomada da Bastilha por Jean-Pierre Houël.

A Corte, que não cessará de se inquietar com o que se passava dentro deste Clube que resistia a suas tentativas de corrupção, enviava para lá falsos irmãos, para espionar as sessões que eram, como na maçonaria, secretas. Assim, não existe processo-verbal das sessões cujos presidentes foram, sucessivamente, Isaac Le Chapelier, Lanjuinais, Glezen e o Duque d’Aiguillon. Sabe-se que o clube congratulava-se enormemente pela queda em desgraça de Necker, ministro do Rei Luís XVI e fez publicar cartazes proclamando : « Vende-se cargo de grande mestre de cerimônias. Dirijam-se à Madame de Brézé ». Os deputados do Clube permaneciam em contato permanente com seus eleitores através de "escritórios de correspondência"  que informavam as cidades bretãs dos acontecimentos políticos da capital, que redigiam um boletim onde encerravam os extratos das cartas dos deputados relatando as sessões do Clube. A província lhes enviava em troca instruções, como a carta violenta e mesmo injuriosa endereçada pela cidade de Rennes àqueles que votaram o direito de veto do rei. A Bretanha enviava igualmente para o clube, de tempos em tempos, delegações, como a de 7 de Julho de 1789 (uma semana antes da Queda da Bastilha), onde os delegados de Nantes  foram admitidos e prestaram juramento patriótico.
A determinação do Clube Bretão, tendo Le Chapelier à frente, para obter o afastamento das tropas estrangeiras que ameaçavam a liberdade dos deliberantes foi uma das causas determinantes da Tomada da Bastilha. Foi também no Clube Bretão que se decidiu e se preparou, sob a direção do Duque d'Aiguillon, a abolição dos privilégios que seria obtida na noite de 4 de Agosto de 1789. Em contrapartida, a questão do veto do rei dividiu o Clube. As cidades de Quimper, Rennes, Morlaix, Saint-Pol-de-Léon, Brest e Dinan haviam enviado instruções estritas a seus deputados rejeitando todo direito de veto para o rei. Le Chapelier seguiu essa linha. Os deputados de outras regiões acabaram, em parte por medo de ver a Bretanha chamar de volta seus deputados, no caso do veto ser aceito, por rejeitar o veto absoluto em benefício do veto suspensivo.

## Rumo aoClube dos Jacobinos
Após as Jornadas de Outubro, que fizeram com que a Constituinte se transferisse de Versailles para Paris, o deputado Gourdan, ao encontrar Sieyès no caminho para a Assembleia, pergunta-lhe se este não achava boa a ideia da reconstrução do Clube Bretão. Sieyès não só concordou, como ainda acrescentou que nela havia muitas cabeças ruins que não deveriam ser admitidas no novo clube. Gourdan então encontrou para alugar a biblioteca do Convento dos Jacobinos, na Rua Saint-Honoré, que serviria de sede para o novo clube que tomou então o nome de "Sociedade da Revolução" e depois o nome de "Sociedade dos Amigos da Constituição", tendo Le Chapelier como primeiro presidente e Dubois-Crancé como primeiro secretário. A partir daí, sua história se confunde com a do Clube dos Jacobinos de tal forma que, quando os deputados bretões precisavam discutir assuntos de sua província, reuniam-se não mais na sede do clube e sim no escritório 24 da Sala do Manege.